# Velký Chlum
Velký Chlum är ett berg i Tjeckien.   Det ligger i regionen Ústí nad Labem, i den norra delen av landet, 70 km norr om huvudstaden Prag. Toppen på Velký Chlum är 502 meter över havet, eller 53 meter över den omgivande terrängen. Bredden vid basen är 1,2 km. Velký Chlum ingår i České Středohoří.
Terrängen runt Velký Chlum är huvudsakligen lite kuperad.Runt Velký Chlum är det ganska glesbefolkat, med 24 invånare per kvadratkilometer. Närmaste större samhälle är Děčín, 4,3 km norr om Velký Chlum. I omgivningarna runt Velký Chlum växer i huvudsak blandskog.